# Terry Spencer (piloot)
Terry Spencer (Bedford, 18 maart 1918 - Odiham, 8 februari 2009) was een RAF-gevechtspiloot en oorlogsfotograaf voor het tijdschrift Life.
Tijdens de Tweede Wereldoorlog ontwikkelde Spencer een techniek om de V-1 ('doodlebug') te raken met de tip van zijn vleugel, waardoor de bommen voortijdig neerstortten en ontploften. De Britse pers noemde hem 'Tip it in Terry', nadat hij erin geslaagd was acht doodlebugs naar beneden te halen. Hij wordt in het Guinness Book of Records vermeld, omdat hij het record van "laagste parachutesprong" vestigde, toen zijn vliegtuig door vijandelijk vuur getroffen werd op 30 voet boven de oceaan en hij de sprong overleefde. Hij kreeg onder meer het "oorlogskruis met palmen" van België.
Na de oorlog begon hij als fotograaf voor Life te werken en volgde de oorlogen in Congo, Vietnam en het Midden-Oosten. In de jaren 60 volgde hij de toen nog onbekende groep The Beatles een aantal maanden en maakte toen meer dan vijfduizend foto's.
Spencer stierf in februari 2009, minder dan een dag na de dood van zijn echtgenote.

## Militaire loopbaan
- Pilot Officer: 11 oktober 1941 (op proeftijd)[1]
- Flying Officer: 1 oktober 1942 (war substantive) (voor de duur van oorlogstijd)[1]
- Flying Officer: 11 oktober 1943 (war substantive)[1]

## Decoraties
- Distinguished Flying Cross op 22 juni 1945[1][2]
- Oorlogskruis (België) met Palm op 24 januari 1947[1][3]
- Territorial Efficiency Medal op 28 november 1947[1][4]